# 刘祖三
刘祖三（1940年10月—2022年7月12日），中华人民共和国男性政治人物，生于江西省乐平县，中国共产党党籍。曾任中共鹰潭市委书记等职务。

## 生平
刘祖三于1984年3月担任中共景德镇市委副书记。1991年3月26日，转任中共赣州地委副书记、行政公署专员。
1994年12月，刘祖三转任中共鹰潭市委书记，直到1999年12月去职:1655，在主政鹰潭期间，刘祖三重视鹰潭市林业、绿化工程，增强农业基础，亦于1998年1月获33名江西省人大代表联合提名为省人大常委会副主任人选，但因为部分人大代表撤回提名，他并没有当选。在卸任鹰潭市委书记一职后，刘祖三转岗至江西省人民代表大会，出任大会常委会委员、环境和资源委员会副主任委员，同时兼任中共江西省委督导组组长，直到2007年1月离职，退休後，他回到鹰潭定居，直到2022年7月12日逝世。

## 延伸阅读
- 刘祖三. . 北京市: 中国摄影出版社. 2004. ISBN 9787800077852. OCLC 910422616.